# Carlo di Danimarca
Carlo di Danimarca (Copenaghen, 26 marzo 1680 – Copenaghen, 18 luglio 1729) è stato un principe danese.

## Biografia
Era figlio di Cristiano V di Danimarca, re di Danimarca e Norvegia, e di Carlotta Amalia d'Assia-Kassel.
Nel 1696, essendo sempre malato, intraprese un viaggio verso il sud Europa per soggiornare in luoghi più caldi: si trattenne a lungo a Montpellier ma visitò anche alcune città italiane. Dopo quattro anni tornò in Danimarca.
Nel 1703 suo fratello Federico gli concesse la proprietà a vita del palazzo di Jægerspris.
Alla morte di sua madre nel 1714 ottenne in eredità i palazzi di Vemmetofte e Charlottenborg, oltre ad altre proprietà.
Non prese mai parte alla vita politica del paese e rimase ritirato nelle sue proprietà di campagna cercando di promuovere l'educazione scolastica tra i contadini. Nel 1705 venne nominato vescovo a Lubecco, titolo a cui però rinunciò.
Quando Federico IV volle sposare Anna Sofia Reventlow, sua sorella Edvige Sofia lasciò la corte e venne accolta da Carlo a Vemmetofte.
Morì di morbillo a 49 anni e nominò principale sua erede la sorella Edvige Sofia.

## Albero genealogico
|                                      |                            |                                            | Genitori                                   |  |  | Nonni |  |  | Bisnonni                  |  |  | Trisnonni                |  |
|                                      |                            |                                            |                                            |  |  |       |  |  | Cristiano IV di Danimarca |  |  | Federico II di Danimarca |  |
|                                      |                            |                                            |                                            |  |  |       |  |  | Cristiano IV di Danimarca |  |  | Federico II di Danimarca |  |
|                                      |                            | Sofia di Meclemburgo-Güstrow               |                                            |  |  |       |  |  | Cristiano IV di Danimarca |  |  |                          |  |
| Federico III di Danimarca            |                            |                                            |                                            |  |  |       |  |  | Cristiano IV di Danimarca |  |  |                          |  |
|                                      |                            | Anna Caterina del Brandeburgo              | Gioacchino III Federico di Brandeburgo     |  |  |       |  |  |                           |  |  |                          |  |
|                                      |                            | Anna Caterina del Brandeburgo              | Gioacchino III Federico di Brandeburgo     |  |  |       |  |  |                           |  |  |                          |  |
|                                      |                            | Anna Caterina del Brandeburgo              | Caterina di Brandeburgo-Küstrin            |  |  |       |  |  |                           |  |  |                          |  |
| Cristiano V di Danimarca             |                            | Anna Caterina del Brandeburgo              |                                            |  |  |       |  |  |                           |  |  |                          |  |
|                                      |                            | Giorgio di Brunswick-Lüneburg              | Guglielmo il Giovane di Brunswick-Lüneburg |  |  |       |  |  |                           |  |  |                          |  |
|                                      |                            | Giorgio di Brunswick-Lüneburg              | Guglielmo il Giovane di Brunswick-Lüneburg |  |  |       |  |  |                           |  |  |                          |  |
|                                      |                            | Giorgio di Brunswick-Lüneburg              | Dorothea di Danimarca                      |  |  |       |  |  |                           |  |  |                          |  |
| Sofia Amelia di Brunswick e Lüneburg |                            | Giorgio di Brunswick-Lüneburg              |                                            |  |  |       |  |  |                           |  |  |                          |  |
|                                      |                            | Anna Eleonora di Assia-Darmstadt           | Luigi V d'Assia-Darmstadt                  |  |  |       |  |  |                           |  |  |                          |  |
|                                      |                            | Anna Eleonora di Assia-Darmstadt           | Luigi V d'Assia-Darmstadt                  |  |  |       |  |  |                           |  |  |                          |  |
|                                      |                            | Anna Eleonora di Assia-Darmstadt           | Maddalena di Brandeburgo                   |  |  |       |  |  |                           |  |  |                          |  |
| Carlo di Danimarca                   |                            | Anna Eleonora di Assia-Darmstadt           |                                            |  |  |       |  |  |                           |  |  |                          |  |
|                                      | Guglielmo V d'Assia-Kassel | Maurizio d'Assia-Kassel                    |                                            |  |  |       |  |  |                           |  |  |                          |  |
|                                      | Guglielmo V d'Assia-Kassel | Maurizio d'Assia-Kassel                    |                                            |  |  |       |  |  |                           |  |  |                          |  |
|                                      | Guglielmo V d'Assia-Kassel | Agnese di Solms-Laubach                    |                                            |  |  |       |  |  |                           |  |  |                          |  |
| Guglielmo VI d'Assia-Kassel          | Guglielmo V d'Assia-Kassel |                                            |                                            |  |  |       |  |  |                           |  |  |                          |  |
|                                      |                            | Amalia Elisabetta di Hanau-Münzenberg      | Filippo Luigi II di Hanau-Münzenberg       |  |  |       |  |  |                           |  |  |                          |  |
|                                      |                            | Amalia Elisabetta di Hanau-Münzenberg      | Filippo Luigi II di Hanau-Münzenberg       |  |  |       |  |  |                           |  |  |                          |  |
|                                      |                            | Amalia Elisabetta di Hanau-Münzenberg      | Caterina Belgica di Nassau                 |  |  |       |  |  |                           |  |  |                          |  |
| Carlotta Amalia d'Assia-Kassel       |                            | Amalia Elisabetta di Hanau-Münzenberg      |                                            |  |  |       |  |  |                           |  |  |                          |  |
|                                      |                            | Giorgio Guglielmo di Brandeburgo           | Giovanni Sigismondo di Brandeburgo         |  |  |       |  |  |                           |  |  |                          |  |
|                                      |                            | Giorgio Guglielmo di Brandeburgo           | Giovanni Sigismondo di Brandeburgo         |  |  |       |  |  |                           |  |  |                          |  |
|                                      |                            | Giorgio Guglielmo di Brandeburgo           | Anna di Prussia                            |  |  |       |  |  |                           |  |  |                          |  |
| Edvige Sofia di Brandeburgo          |                            | Giorgio Guglielmo di Brandeburgo           |                                            |  |  |       |  |  |                           |  |  |                          |  |
|                                      |                            | Elisabetta Carlotta di Wittelsbach-Simmern | Federico IV Elettore Palatino              |  |  |       |  |  |                           |  |  |                          |  |
|                                      |                            | Elisabetta Carlotta di Wittelsbach-Simmern | Federico IV Elettore Palatino              |  |  |       |  |  |                           |  |  |                          |  |
|                                      |                            | Elisabetta Carlotta di Wittelsbach-Simmern | Luisa Giuliana di Nassau                   |  |  |       |  |  |                           |  |  |                          |  |
|                                      |                            | Elisabetta Carlotta di Wittelsbach-Simmern |                                            |  |  |       |  |  |                           |  |  |                          |  |